# L'Adieu au roi (roman)
L'Adieu au roi est un roman de Pierre Schoendoerffer paru le 1er décembre 1969 aux éditions Grasset et ayant reçu le prix Interallié la même année. Ce roman a été adapté au cinéma par John Milius dans le film du même nom en 1989.

## Résumé
Au début de 1945, un Anglais et un Australien des Forces spéciales sont parachutés sur les arrières des forces japonaises au centre de Bornéo. Ils doivent organiser la résistance des Muruts, une tribu indigène dont le roi est un ... Irlandais, le sergent Learoyd, rescapé de la bataille de Singapour.
Après l'extermination d'une colonne japonaise et la paix revenue, comment les Britanniques et les Hollandais vont-ils pouvoir se débarrasser d'« un sergent fou qui se prenait pour un roi » ? ...

## Éditions
- L'Adieu au roi, éditions Grasset, 1969  (ISBN 0036007560).